# Караваево (Дмитровский городской округ)
Караваево — деревня в Дмитровском районе Московской области, в составе сельского поселения Куликовское. Население — 14 чел. (2010). До 2006 года Караваево входило в состав Зареченского сельского округа.

## Расположение
Деревня расположена на северо-западе района, примерно в 25 км к северо-западу от Дмитрова, на одном из ручьёв бассейна реки Сестры, высота центра над уровнем моря 129 м. Ближайшие населённые пункты — Новое Село на северо-западе, Раменье на юго-западе, Борцово на юге и Маншино на юго-востоке.

## Население
| 2002 | 2006 | 2010 |
| ---- | ---- | ---- |
| 13   | →13  | ↗14  |